# Strength of Steel
Strength of Steel è il quarto album in studio del gruppo musicale heavy metal canadese Anvil, pubblicato nel 1987 dalla Metal Blade Records.

## Tracce
1. Strength of Steel – 3:30
2. Concrete Jungle – 5:21
3. 9-2-5 – 2:57
4. I Dreamed It Was the End of the World – 4:14
5. Flight of the Bumble Beast – 2:25
6. Cut Loose – 3:29
7. Mad Dog – 3:14
8. Straight Between the Eyes – 3:19
9. Wild Eyes (The Stampeders cover) – 3:26
10. Kiss of Death – 5:21
11. Paper General – 4:49

## Formazione
- Steve "Lips" Kudlow - voce, chitarra
- Dave Allison - chitarra, voce (8)
- Ian Dickson - basso
- Robb Reiner - batteria